# Acicula disjuncta
Acicula disjuncta ist eine auf dem Land lebende Schnecke aus der Familie der Mulmnadeln (Aciculidae) in der Ordnung der Architaenioglossa („Alt-Bandzüngler“).

## Merkmale
Das rechtsgewundene, vergleichsweise sehr große, spindelförmige bis sehr schlank kegelförmige Gehäuse ist 4,6 bis 6,2 mm hoch und 1,7 bis 1,95 mm breit. Acicula disjuncta ist die größte bekannte Acicula-Art. Die zwei Populationen der Art sind jedoch im Durchschnitt etwas unterschiedlich groß. Das Gehäuse hat 6,25 Windungen mit einer tiefen Naht. Unterhalb der Naht ist eine mehr oder weniger deutliche Kante ausgebildet, ein deutlicher Nahtfaden fehlt aber. Der Protokonch ist glatt. Darauf folgt ein kurzer Abschnitt mit sehr schwachen, engstehenden Radialrillen. Auf der vorletzten Windung sind dann 13 bis 20 Rillen vorhanden. Weitere Rillen gehen zwar von der Naht aus, enden jedoch bereits mehr oder weniger weit vor der Basis. 
Die Mündung steigt bereits am vorletzten Umgang deutlich an. Sie ist in der Frontalansicht schief birnenförmig bis gerundet trapezförmig. In der Seitenansicht ist der Mündungsrand leicht mittig konvex ausgewölbt; ein Sinulus ist nicht oder nur undeutlich entwickelt. Am Innenrand ist der Mundsaum leicht verdickt. Im Nabelbereich ist der Mundsaum umgeschlagen und schmal kallusartig über den Nabel gelegt. Eine Angularis ist mehr oder weniger deutlich entwickelt. Ein Parietalkallus ist vorhanden und nach außen deutlich begrenzt, der Rand ist gelegentlich fadenförmig verdickt. Der Nackenwulst ist nur schwach ausgebildet und reicht von der Naht der vorletzten Windung bis zum Nabel. Der vordere Rand des Nackenwulstes bildet den Mündungsrand oder liegt knapp dahinter, wenn der Mündungsrand erweitert ist. Das Gehäuse ist bräunlich gefärbt.

### Ähnliche Arten
Acicula disjuncta ist durch ihre Größe von allen anderen Acicula-Arten zu unterscheiden. Die zweitgrößte Art, Acicula beneckei, besitzt im oberen Teil des Palatalrandes der Mündung einen ausgeprägten Sinulus. Auch bei der geographisch nächsten Art bzw. deren Unterart Acicula lineolata banki weist der Mundsaum in Seitenansicht einen Sinulus auf.

## Geographische Verbreitung
Die Art ist bisher nur in zwei disjunkten Arealen gefunden worden. Sie ist von einem Fundort bei Catanzaro (1,5 bis 2 km nordöstlich von Tiriolo in Richtung Gimigliano) in Apulien (Italien) sowie von einigen wenigen Fundpunkten an der kroatischen Adriaküste bekannt.

## Taxonomie
Das Taxon wurde von Hans D. Boeters, Edmund Gittenberger und Péter Subai 1989 beschrieben. Das Artepitheton disjuncta verweist dabei auf das disjunkte Verbreitungsgebiet. Die Population in Apulien ist im Durchschnitt etwas größer (Höhe 5,4 bis 6,2 mm, Breite 1,80 bis 1,95 mm) als die kroatische Population (4,6 bis 5,0 mm hoch und 1,7 mm breit). Die Erstbeschreiber schlossen jedoch den Status von Unterarten für die beiden Populationen aus. 

## Belege

### Online
- Animal Base: Species summary for Acicula disjuncta Boeters, Gittenberger & Subai, 1989